# Giovanni Rossi (calciatore)
Giovanni Rossi (Orzinuovi, 18 aprile 1984) è un ex calciatore italiano, di ruolo difensore.

## Caratteristiche tecniche
Mancino di piede, è stato schierato a inizio carriera come interno di centrocampo. Si è poi convertito al ruolo di terzino sinistro, e può giocare anche come difensore centrale. È dotato di senso dell'anticipo e buona tecnica individuale.

## Carriera
Cresce nelle giovanili della Cremonese, dove entra all'età di 10 anni, ed esordisce in prima squadra nel campionato di Serie C2 2002-2003. Nella stagione successiva viene prestato al Carpenedolo, con cui ottiene la promozione in Serie C2 giocando da titolare; rientrato a Cremona, non viene mai impiegato, e nel gennaio 2005 si trasferisce in prestito al Palazzolo, in Serie C2.
Nella stagione 2005-2006 torna in forza alla Cremonese, nel frattempo promossa in Serie B, e vi ritrova continuità di impiego: colleziona 29 presenze e una rete, contro il Rimini, non sufficienti ad evitare la retrocessione. Rossi rimane nella serie cadetta, trasferendosi in compartecipazione al neopromosso Spezia: qui rimane per una stagione e mezza, condizionata da problemi fisici, che limitano a 27 le sue presenze in campionato.
Nel gennaio 2008 viene riscattato definitivamente dalla Cremonese, con cui manca la promozione in Serie B perdendo la finale play-off contro il Cittadella. Rimane ai grigiorossi fino al 2011, disputando altre tre stagioni in Lega Pro Prima Divisione, e nell'ottobre 2011, da svincolato, firma per il Darfo Boario, in Serie D, espressamente richiesto dall'allenatore Gianpietro Piovani. Dopo un'altra stagione in Serie D con l'AlzanoCene, nell'estate 2013 passa al Piacenza, sempre nella massima categoria dilettantistica e allenato da William Viali che era stato suo compagno di squadra nella Cremonese. Al termine della stagione, dopo il raggiungimento del terzo posto e l'eliminazione ai play-off, viene lasciato libero dalla società. Si accasa quindi all'Orceana, squadra del paese natale militante nel campionato di Eccellenza, di cui diventa capitano e con cui ottiene la salvezza ai play-out.

## Palmarès

### Club

#### Competizioni nazionali
- Serie D: 1

Carpenedolo: 2003-2004